# 查爾斯米克斯縣 (南達科他州)
查爾斯米克斯縣（英語：Charles Mix County）是美國南達科他州東南部的一個縣，西、南界密蘇里河，南與內布拉斯加州相望。面積2,979平方公里。根据美國2000年人口普查，共有人口9,350人。縣治萊克安第斯（Lake Andes）。
成立於1862年5月8日，1864年解散，1879年重建。縣名紀念印第安人治安官、軍人查爾斯·H·米克斯。